# Zwartpurperen russula
De zwartpurperen russula (Russula atropurpurea) is een paddenstoel uit de familie Russulaceae. Hij heeft een donkerpaarse kleur en komt voor in loof- en naaldbossen. Hij vormt mycorrhiza, vooral met de loofbomen eiken en beuk, maar ook naaldbomen (den). Vooral in de herfst en soms in de late zomer is deze soort te spotten. 

## Kenmerken

### Uiterlijke kenmerken
Hoed
De hoed van de paddenstoel is 4 tot 10 centimeter. Hij heeft een rood-paarsachtige kleur, met een donker en soms bijna zwart middelpunt. De hoed is eerst nog bolvormig, maar wordt steeds platter. In het midden heeft hij vaak een klein kuiltje. De kleur kan ook iets lichter of meer geel getint zijn. Met de leeftijd kan de hoed echter ook vervagen en op vlekken roze of gelig worden. De hoedenhuid is plakkerig bij vochtig weer, heeft een zijdeachtige glans als het droog is en ongeveer 1/3 kan van de rand worden afgetrokken. De rand van de hoed is glad en gebogen bij jonge paddenstoelen, maar is later typisch golvend en niet gekarteld.
Lamellen
De lamellen zijn wit. Ze zijn lopen af op de steel of bijna vrij.
Steel
De steel (5 tot 7 cm hoog, 1,5 tot 2 cm dik) is stevig, wit van kleur en wordt na verloop van tijd grijzer.
Geur en smaak
Het vlees is vuil witachtig en ruikt fruitig naar appels of zurig. De paddenstoel is eetbaar. De smaak is iets scherp. De scherpte verdwijnt bij langdurig kauwen.
Sporenprint
De sporenprint is wit (Ia volgens Romagnesi).
Chemische reacties
Met kaliumhydroxide (KOH) wordt de huid van de hoed licht bruinrood tot licht roodbruin. Bij ijzersulfaat wordt het vruchtvlees van de steel roodgrijs en bij aniline worden de lamellen bruinoranje. De guaiac-reactie is positief.

### Microscopische kenmerken
De sporen zijn ovaal tot elliptisch, bedekt met kleine, meestal stompe, ronde wratten en meten 8-10 × 7-9 µm. De wratten zijn tot 0,75 µm lang en breed en zijn deels op een netachtige manier met elkaar verbonden door fijne lijntjes. De basidia zijn 30 tot 52 lang en (minimaal 7,7) meestal 9,5 tot 11,5 m breed. De vier sterigma's hebben een diameter van ongeveer 6,5 tot 7,5 micrometer.
De cuticula bevat 6 tot 10 μm brede, cilindrische tot clavate pleurocystidia. Hun top is variabel gevormd, ze zijn meestal stomp aan de bovenkant, maar kunnen ook eindigen in een ca. 2 μm lange punt (appendicule). In sulfovanilline zijn ze meestal allemaal blauw van kleur, maar ze kunnen ook bijna zwart, rood, paars of bruin lijken.

## Verspreidingsgebied

Europees verspreidingsgebied

De zwartpurperen russula komt voor in noordelijke gebieden in Europa, Azië en Amerika. Hij komt vrij algemeen voor in loofbossen en zelden onder naaldbomen.

## Taxonomie
Duitse natuuronderzoeker Von Krombholz beschreef de soort in 1845 als Agaricus atropurpureus. Door de mycoloog Britzelmayr werd hij in 1893 geplaatst in het geslacht Russula. De zwartpurperen russula wordt ook wel aangeduid als Russula krombholzii (vernoemd naar de oorspronkelijke ontdekker van de soort) en Russula undulata (het Latijnse woord "undulata" betekent "golvend"). 

## Foto's

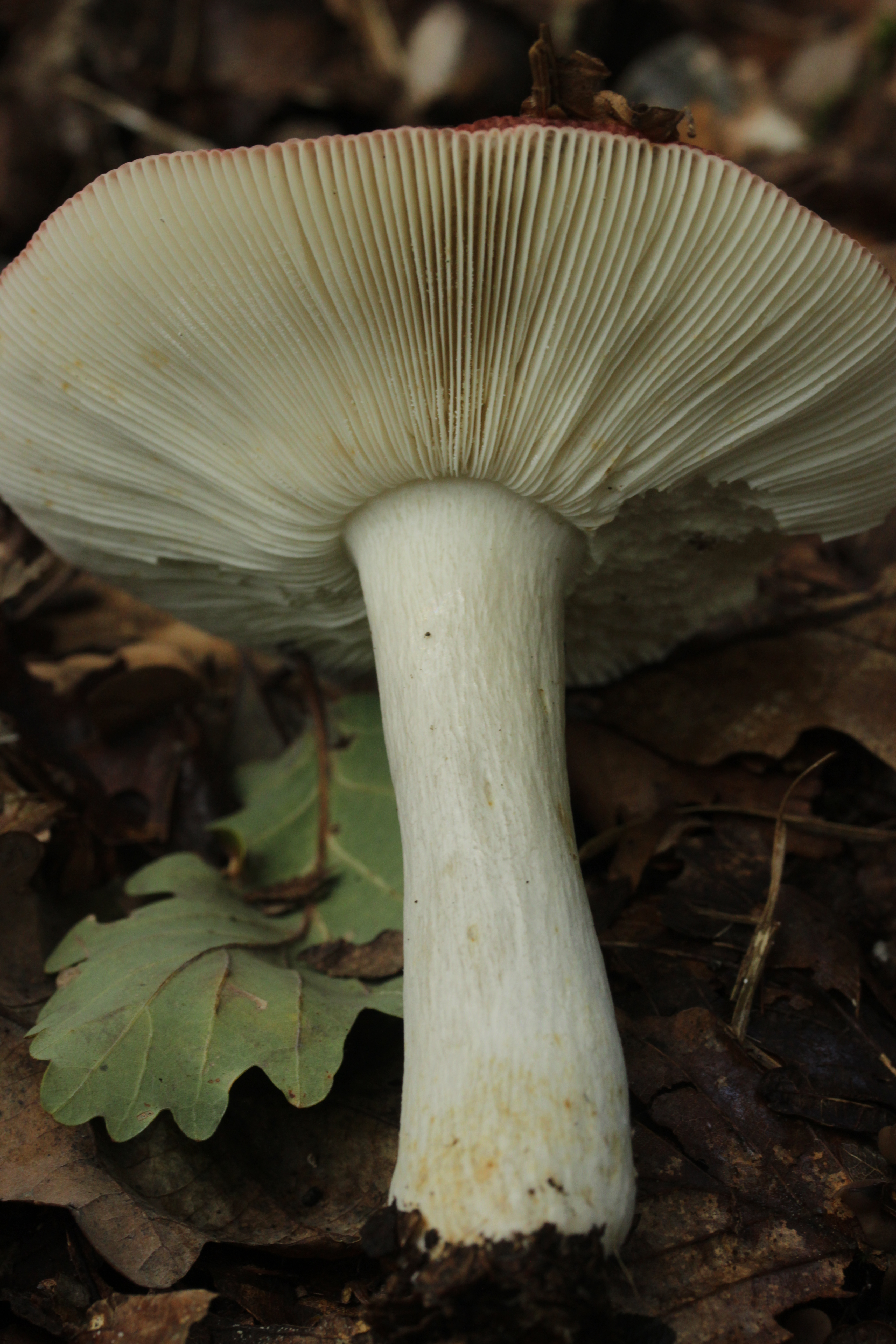
Lamellen en steel
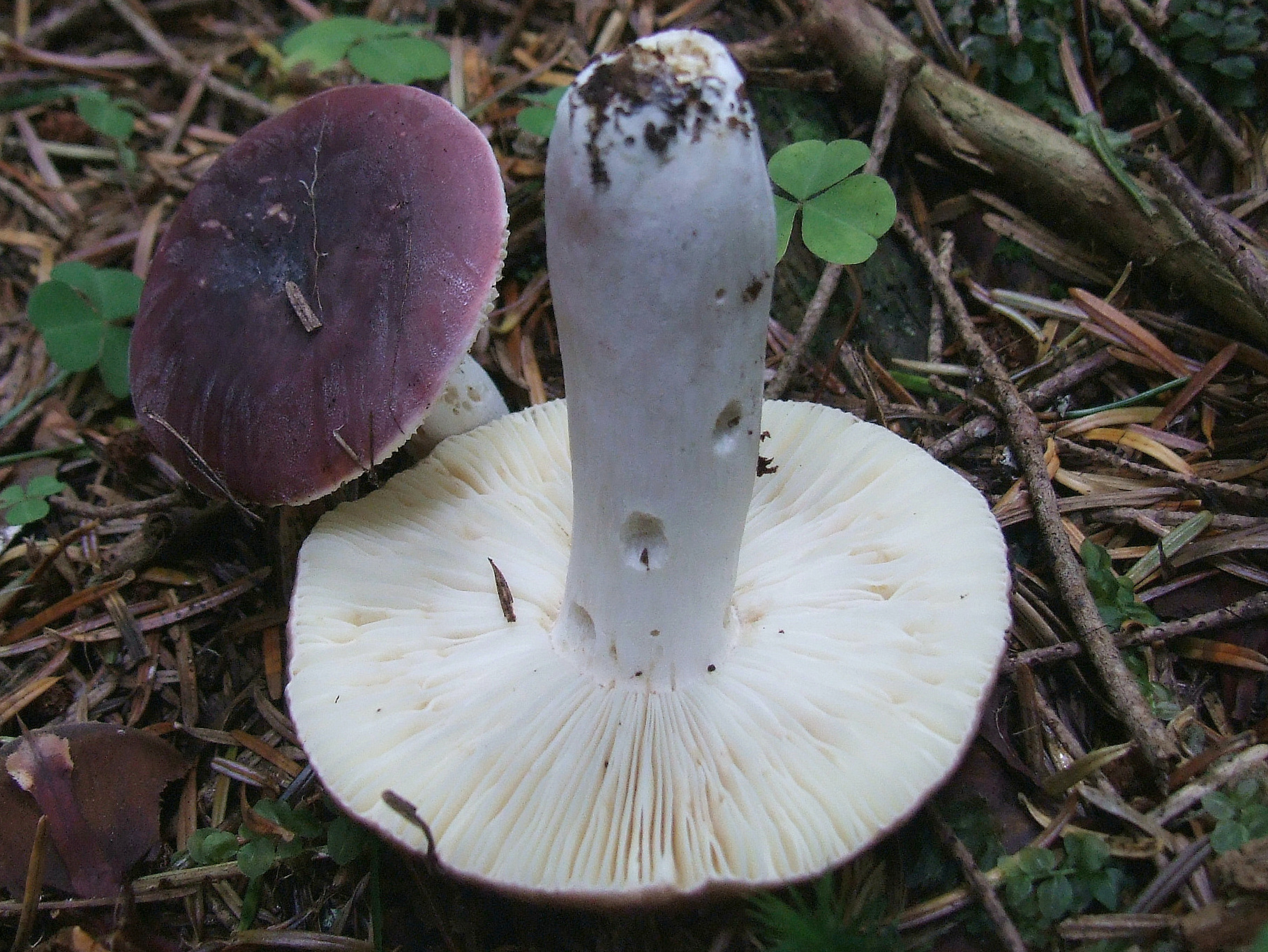
Steel
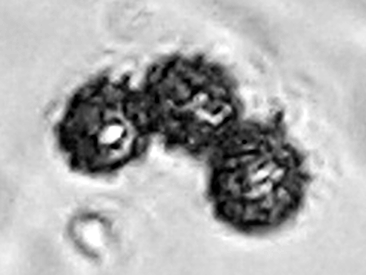
Sporen